# Бернбојрен
Бернбојрен (њем. Bernbeuren) општина је у њемачкој савезној држави Баварска. Једно је од 34 општинска средишта округа Вајлхајм-Шонгау. Према процјени из 2010. у општини је живјело 2.302 становника. Посједује регионалну шифру (AGS) 9190114.

## Географски и демографски подаци
Бернбојрен се налази у савезној држави Баварска у округу Вајлхајм-Шонгау. Општина се налази на надморској висини од 773 метра. Површина општине износи 41,7 km². У самом мјесту је, према процјени из 2010. године, живјело 2.302 становника. Просјечна густина становништва износи 55 становника/km².